# Бой при Обидим
Боят при село Обидим е сражение между обединени чети на Вътрешната македоно-одринска революционна организация с османски войски по време на Илинденско-Преображенското въстание в Серския революционен окръг, провело се на 14 – 15 септември 1903 година край село Обидим.
На 12 септември неврокопските войводи на ВМОРО се събират в местността Брезнишките гьолове в Пирин за да обмислят плана за действие през въстанието. Решава се група четници кременци и обидимци да отиде в Мелнишко, а останалите да унищожат турския гарнизон в Обидим. На група въстаници е възложено да прекъснат телеграфа и да охраняват пътя Неврокоп – Разлог, за да се попречи на Неврокопския гарнизон да се придвижи към Разлога. На 14 септември кременските въстаници прекъсват телеграфа.
През нощта на 13 срещу 14 септември обединените чети на Михаил Чаков, Иван Апостолов, Никола Груйчин и Стоян Мълчанков, подпомогнати от селската милиция, организирана в три чети под командването на Благой Джугданов, Георги Москов и Георги Белухов, се отправят към Обидим. На 14 септември Никола Груйчин, преоблечен като търговец на вълна, слиза в селото, разузнава разположението на войската и вечерта нарежда на населението безшумно да напусне селото до полунощ.
През нощта въстаниците нападат селото и обсаждат казармата и училището, където квартирува войската. Училището е запалено и войската се разбягва, като започва ожесточено улично сражение, продължило около 6 часа, в което османците са разгромени. Войската се изтегля в местността „Свети Спас“, където сражението продължава. Загиват двама въстаници и едно дете, а от турска страна – 50 души и 35 са ранени. Аскерът се оттегля към помашкото село Филипово, където на 15 и 16 се събира башибозук от Филипово, Рибново и другите помашки села.
Въстаниците заедно с населението на селото се оттеглят в Пирин. На другия ден войска от Неврокоп започва да преследва въстаниците и на 16 септември се сражава с тях в Харамибунар.